# كازوكي تيشيما
كازوكي تيشيما (باليابانية: 手島 和希) (7 يونيو 1979 في فوكوكا في اليابان – )؛ هو لاعب كرة قدم ياباني سابق كان يلعب كمدافع.

## وصلات خارجية
- كازوكي تيشيما على موقع الاتحاد الدولي (مؤرشف)  (الإنجليزية)
- كازوكي تيشيما على موقع رابطة كرة القدم اليابانية للمحترفين (اليابانية)
- كازوكي تيشيما على موقع قاعدة بيانات كرة القدم.إي يو (الإنجليزية)
- كازوكي تيشيما على موقع Soccerway.com (الإنجليزية)
- كازوكي تيشيما على موقع عالم كرة القدم.نت (الإنجليزية)